# Kim Haki

Kim Haki (Hangul: 김하기) es un escritor coreano y un exprisionero político.

## Biografía
Kim Haki nació el 24 de junio de 1958 en Ulsan, provincia de Gyeongsang del Sur, Corea del Sur. Fue a la Universidad Nacional de Busan y después de participar en el movimiento estudiantil fue arrestado en 1980 por manifestarse en contra de la Ley Marcial. Implicado en el incidente de Burim, fue sentenciado a diez años de cárcel, de los cuales cumplió ocho y fue puesto en libertad en 1988.

## Obra
Después de su liberación, se dedicó a tiempo completo a la escritura después de publicar Un joven en la cárcel, una recopilación de poemas y cartas que compuso en su estancia en prisión. En 1989 se publicó su historia "Tumba viviente" en la revista Changbi. La recopilación de relatos cortos Unión completa ganó el primer premio de literatura de unificación Im Sygyeong y en 1992 recibió el Fondo de Creación para Escritores Shing Dong-yeop. Algunos críticos han tachado su obra de ser demasiado esquemática, pero Kim Haki logró hacer pública la situación y el problema de los presos políticos durante el período de la dictadura a través de sus obras.

## Obras en coreano (lista parcial)
- Un encuentro perfecto
- Un vuelo sin rumbo

## Premios
- Premio de literatura de unificación Im Sygyeong
- Premio fondo de creación para escritores Shing Dong-yeop (1992)